# Harald Biljer-Hedgren

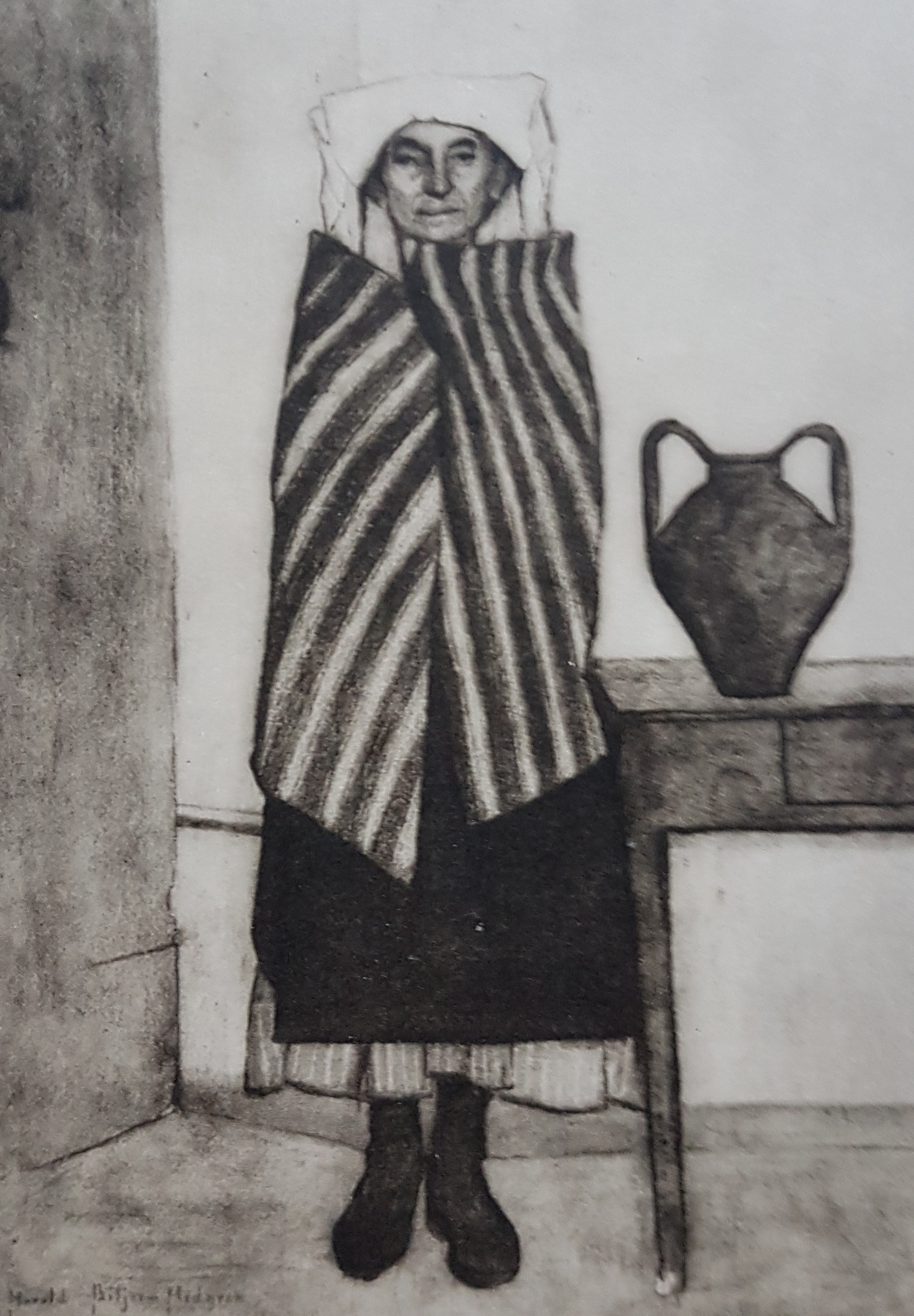
Italiensk kvinna målad av Harald Biljer-Hedgren

Anton Harald Biljer-Hedgren, född 14 november 1875 i Västerås, död 8 maj 1923 i Göteborg, var en svensk konstnär.
Han var son i första giftet till Hilda Josefina Hedgren, född Sundberg. Han förlorade sin far tidigt och modern gifte om sig med riksdagsmannen från Göteborg Berndt Hedgren.
Biljer-Hedgren studerade konst privat för Gottfrid Kallstenius. Under en vistelse i Paris 1904-1905 målade han periodvis vid Académie Colarossi med Christian Krohg som handledare. Tillsammans med Akke Malmeström ställde han ut på Stadshotellet i Alingsås 1912. De lyckades sälja ett stort antal tavlor och för pengarna reste de till München. Biljer-Hedgren som var mycket produktiv deltog i en grupputställning på Glaspalatset, men här sålde man mindre. När ekonomin nu blev ansträngd uppträdde han och sjöng i den omtalade kabareten Simplicissmus på Türkenstrasse. Dessutom tecknade han och Malmeström för olika tidningar och utförde porträttmåleri på beställning. I München umgicks de med bland annat Eduard Thöny och Olaf Gulbransson samt fick lektioner av den ungerska konstpedagogen Simon Hollósy. Dagen före krigsutbrottet mellan Italien och Österrike 1915 reste de till Italien. Där blev de häktade för spioneri, men frisläpptes efter några dagar. De for vidare till Capri där de båda arbetade under ett år. De flyttade sedan till Rom där Biljer-Hedgren etablerade en målarskola, bland eleverna fanns Reinhold von Rosen. Efter en tid i Rom flyttade han hem till Göteborg och när han fick möjlighet att hyra Sigge Bergströms ateljé flyttade han till Filipstad. För att slutligen rota sig sommartid på Kållandsö medan Göteborg blev bostadsorten under vinterhalvåret. 
Hans konst består av porträtt, figurer, romantiska gatupartier, skogspartier och landskap i olja eller akvarell samt tidningsillustrationer.
I en minnesteckning över Biljer-Hedgren av Sigge Bergström beskrivs han som en originell artist som under sina talrika resor och uppehåll i de stora städerna alltid var den givna medelpunkten. Han var livligt uppskattad av de många konstnärer han kom i kontakt med (Ivar Arosenius, Axel Törneman Gerhard Henning och Fritz Kärfve med flera) och vän med de flesta. Arosenius som tidigt lärt känna Biljer-Hedgren tog villigt lärdom av den äldre och mer erfarne bohemen och drog sig inte för att senare driva gäck med honom. Bland annat målade Arosenius ett porträtt av Biljer-Hedgren där han inte förskönade Biljer-Hedgren föga insmickrande yttre, ansiktet var slappt och de små ögonen var tättsittande i ett huvud som vilade tungt på en oformlig kropp. I sin tids kamrathistoria intar Biljer-Hedgren en central plats medan hans betydelse som konstnär var mindre.   
Biljer-Hedgren är representerad vid Västerås konstmuseum.